# Guilty Pleasure
Guilty Pleasure je drugi studijski album američke pop pjevačice Ashley Tisdale. Objavljen je 28. srpnja 2009, a glavna pjesma s albuma je "It's Alright, It's OK", koja je objavljena 13. travnja 2009.

## O albumu
Ashley je album opisala kao način da pokaže da je odrasla. Također je izjavila da se svatko može naći bar u jednoj od ovih pjesama.
U travnju 2009. izjavila je da će biti objavljena i limitirana verzija albuma s nekoliko bonus pjesama.

## Popis pjesama
| 1.    | »Acting Out«              | 3:46 |
| 2.    | »It's Alright, It's OK«   | 2:59 |
| 3.    | »Masquerade«              | 2:56 |
| 4.    | »Overrated«               | 3:40 |
| 5.    | »Hot Mess«                | 3:26 |
| 6.    | »How Do You Love Someone« | 3:28 |
| 7.    | »Tell Me Lies«            | 3:38 |
| 8.    | »What If«                 | 4:23 |
| 9.    | »Erase And Rewind«        | 3:25 |
| 10.   | »Hair«                    | 3:10 |
| 11.   | »Delete You«              | 3:33 |
| 12.   | »Me Without You«          | 4:09 |
| 13.   | »Crank It Up«             | 3:01 |
| 14.   | »Switch«                  | 3:39 |
| 49:35 |                           |      |

### Bonus pjesme

#### Specijalno limitirano izdanje
| Br. | Skladba               | Trajanje |
| --- | --------------------- | -------- |
| 15. | »I'm Back«            | 3:31     |
| 16. | »Whatcha Waiting For« |          |

#### iTunes bonus pjesme
| Br. | Skladba                         | Trajanje |
| --- | ------------------------------- | -------- |
| 15. | »It's Alright, It's OK (remix)« | 3:13     |
| 16. | »Time's Up«                     | 3:24     |
| 17. | »Time's Up«                     | 3:28     |

#### Japansko izdanje
| Br. | Skladba                              | Trajanje |
| --- | ------------------------------------ | -------- |
| 15. | »Guilty Pleasure«                    | 3:16     |
| 16. | »It's Alright, It's OK (video spot)« | 3:07     |

## Singlovi

### It's Alright, It's OK
"It's Alright, It's OK" je objavljena kao najavna pjesma s albuma 13. travnja 2009. Pjesmu su napisali Joacim Persson te Niclas Molinder, a premijera spota je bila 21. travnja 2009. na njenom Myspace kanalu.

### Crank It Up
"Crank It Up" je objavljena kao drugi singl s albuma 9. listopada 2009.

### Masquerade
Ashley Tisdale je potvrdila tijekom intervjua za MTV, 19. lipnja 2009., da će "Masquerade" biti izdan kao promotivni singl. Pjesma je objavljena za digitalno preuzimanje (digitalni download) 19. lipnja na iTunes-u.

### What If
"What If" je singl objavljen na iTunesu 7. srpnja 2009. Ashley je izjavila da joj je to jedna od omiljenih pjesama s albuma.

## Datum izdavanja albuma
| Država                 | Datum            | Izvor  |
| ---------------------- | ---------------- | ------ |
| Španjolska             | 11. lipnja 2009. | [ 4 ]  |
| Njemačka               | 12. lipnja 2009. | [ 5 ]  |
| Italija                | 12. lipnja 2009. | [ 6 ]  |
| Ujedinjeno Kraljevstvo | 15. lipnja 2009. | [ 7 ]  |
| Francuska              | 15. lipnja 2009. | [ 7 ]  |
| Brazil                 | 18. lipnja 2009. | [ 8 ]  |
| Čile                   | 30. lipnja 2009. | [ 9 ]  |
| Japan                  | 8. srpnja 2009.  | [ 10 ] |
| SAD                    | 28. srpnja 2009. | [ 11 ] |
| Kanada                 | 28. srpnja 2009. |        |